# Nikolai Petrowitsch Rytschkow

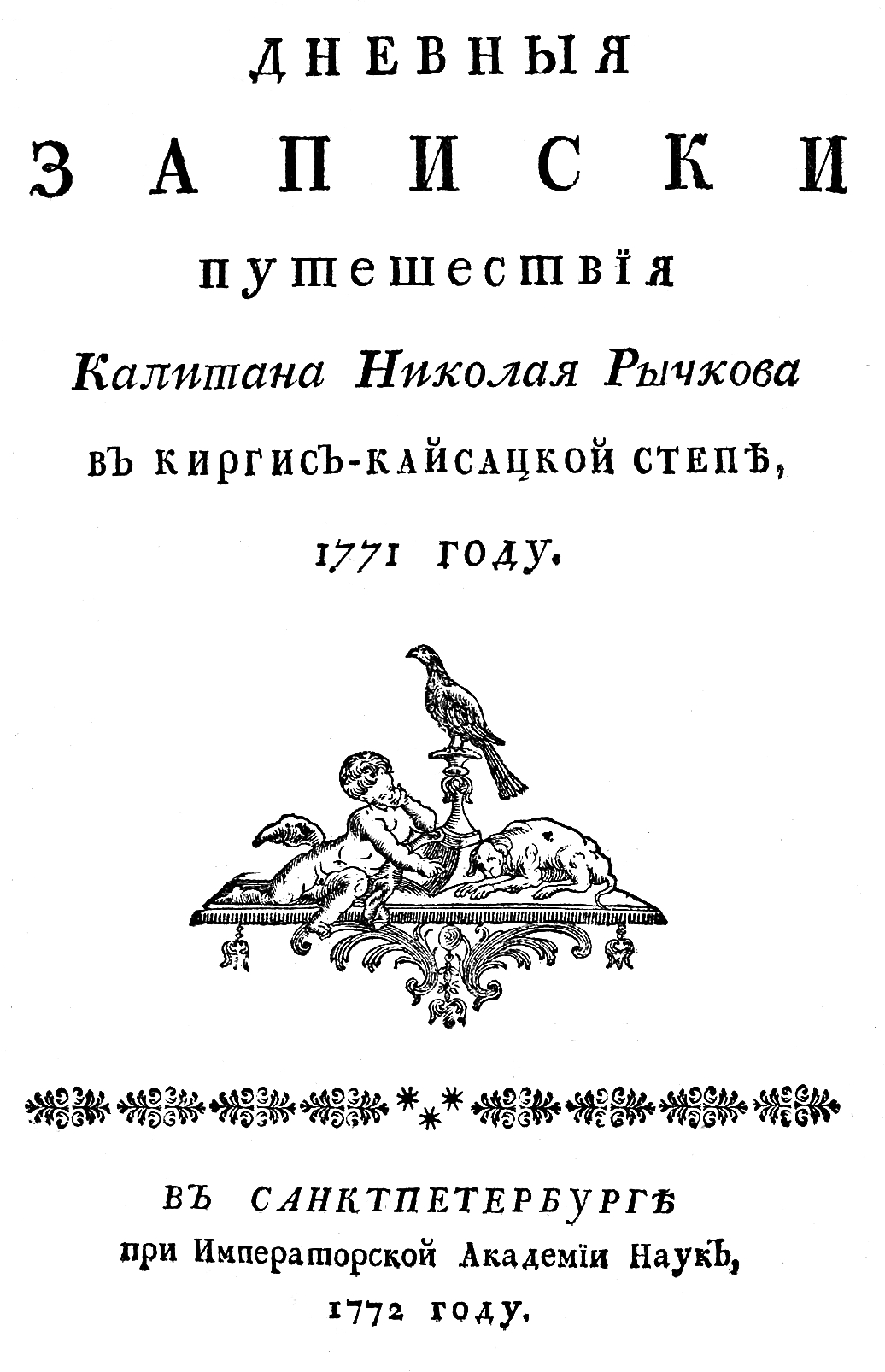
1772

Nikolai Petrowitsch Rytschkow (russisch Николай Петрович Рычков; * 15. Oktober 1746 in Orenburg; † 1784 ebenda) war ein russischer Entdeckungsreisender und Geograph.

## Leben
Rytschkow war der zweite Sohn des Historikers Pjotr Iwanowitsch Rytschkow. Er absolvierte die Ausbildung in der Armee, indem er in verschiedenen Infanterieregimentern diente und 1767 als Kapitan aus dem Militärdienst entlassen und zu den Akademie-Expeditionen abgeordnet wurde.
1768 nahm Rytschkow an Iwan Iwanowitsch Lepjochins Expedition nach Orenburg teil. 1769 und 1770 erkundete er im Auftrag Peter Simon Pallas die Gouvernements Kasan, Orenburg, Ufa, Wjatka und Perm. Im Frühjahr 1769 untersuchte er die Waldsteppe und Steppe an der Kama. Im Juni 1769 beobachtete er den Venustransit vor der Sonne. Dann folgte er dem Ik, dem Großen Kinel, der Djoma und der Belaja. 1770 erkundete er die in die Wjatka mündende Tschepza. Darauf überwinterte er in Tscheljabinsk. Seine Berichte wurden von der Akademie in zwei Teilen veröffentlicht, während die Topografie des Gouvernements Orenburg seines Vaters später erschien.
Im Sommer 1771 wurde Rytschkow einer Militärkarawane zugeteilt. Er erkundete nun die Steppe am Ischim im Kasachen-Khanat. Darauf begab er sich in die Steppe östlich des Mugodschar-Gebirges. 1772 wurde er Chefdirektor der neuen Seidenfabriken an der Achtuba. 1780 wurde er zum Hofrat ernannt (7. Rangklasse). 1784 folgte der Kollegienrat (6. Rangklasse).